# Кубанское сельское поселение (Новопокровский район)
Кубанское сельское поселение — муниципальное образование в составе Новопокровского района Краснодарского края России.
В рамках административно-территориального устройства Краснодарского края ему соответствует Кубанский сельский округ.
Административный центр — посёлок Кубанский.

## Население
| 2002  | 2010  | 2012  | 2013  | 2014  | 2015  | 2016  |
| ----- | ----- | ----- | ----- | ----- | ----- | ----- |
| 5197  | ↘4462 | ↘4410 | ↘4387 | ↘4352 | ↘4345 | ↘4321 |
| 2017  | 2018  | 2019  | 2020  | 2021  | 2023  |       |
| ↘4316 | →4316 | ↗4339 | ↘4334 | ↘4083 | ↘4038 |       |

## Населённые пункты
В состав сельского поселения (сельского округа) входят 7 населённых пунктов:
| № | Населённый пункт | Тип населённого пункта | Население (чел.) |
| - | ---------------- | ---------------------- | ---------------- |
| 1 | Вперёд           | посёлок                | ↘268             |
| 2 | Кубанский        | посёлок                | ↘2923            |
| 3 | Малокубанский    | посёлок                | ↘530             |
| 4 | Северный         | посёлок                | ↘173             |
| 5 | Советский        | посёлок                | ↘168             |
| 6 | Урожайный        | посёлок                | ↘82              |
| 7 | Южный            | посёлок                | ↘318             |